# Francis Fukuyama
Francis Fukuyama (1952) là giáo sư Kinh tế Chính trị Quốc tế của phân khoa Nghiên cứu Quốc tế cao cấp của Đại học Johns Hopkins và là thành viên của tổ chức New America Foundation.

## Phát biểu
- Về Mỹ và quyền lực mềm: "Ảnh hưởng của Mỹ luôn dựa vào "quyền lực mềm" nhiều hơn dựa vào các cuộc triển khai sức mạnh cứng sai lầm như cuộc xâm lược Iraq.[3]

## Tác phẩm
- The End of History and the Last Man (1992)
- Our Posthuman Future: Consequences of the Biotechnology Revolution (2002)
- State-Building:Governance and World Order in the 21st Century (3.2004)